# Betaling voor ecosysteemdiensten
Betalingen voor ecosysteemdiensten is een concept waarbij landeigenaren worden betaald voor de ecosysteemdiensten die hun land of water levert.
Ecosystemen leveren diensten die van waarde zijn voor de mens. Vier groepen ecosysteemdiensten worden onderscheiden: producerende, regulerende, culturele en ondersteunende diensten. De groep van producerende diensten levert goederen die verhandelbaar zijn omdat er een markt voor bestaat. Deze groep blijft hier verder buiten beschouwing. Betaling voor ecosysteemdiensten uit de overige drie groepen is een tamelijk nieuw concept, met als doel om de levering van die diensten ook in de toekomst in stand te houden. Vaak wordt, ook in Nederlandse teksten, de Engelse afkorting PES (Payment for Ecosystem Services) gebruikt.

## Achtergrond
Ecosystemen die weinig financiële opbrengsten leveren, worden steeds meer omgezet in andere systemen die op korte termijn financieel meer rendabel zijn. De ecosysteemdiensten van het nieuwe systeem zijn in ecologisch en maatschappelijk opzicht meestal significant minder waardevol dan die van het oorspronkelijke ecosysteem. Een goed voorbeeld hiervan zijn de bosecosystemen. Bossen worden op grote schaal omgezet in landbouwgronden en plantages. Dit betekent dat de levering van veel bosecosysteemdiensten afneemt of verdwijnt, omdat het landbouwecosysteem die functie in mindere mate, of in het geheel niet kan overnemen. Dit zal op den duur vaak als gevolg hebben: vermindering van bestaansbronnen, overstromingen, erosie, verlies aan biodiversiteit, minder CO2-opslag, veranderend regionaal klimaat, afnemende visvangsten en andere ongunstige effecten. Het voorkomen, opvangen en bestrijden van die gevolgen vergt veel financiële middelen.
De gedachte dat betaling voor ecosysteemdiensten een belangrijke bijdrage kan leveren aan behoud en beheer van deze ecosystemen en daarmee aan de continuering van de levering van deze diensten, is in de negentiger jaren van de 20e eeuw opgekomen. De ontwikkeling van een bruikbaar betalingssysteem voor ecosysteemdiensten is, vanwege de complexiteit van de materie, nog volop in ontwikkeling. Sommigen binnen de natuurbescherming vrezen dat betaling voor ecosysteemdiensten zal leiden tot vercommercialisering en daarmee waardedaling van de natuur. In reactie daarop zoeken wetenschappers naar methoden van waardebepaling die recht doen aan gedeelde niet-economische waarden ('shared, plural and cultural values') van ecosysteemdiensten.

## Het begrip 'betaling voor ecosysteemdiensten'
Er bestaat nog geen algemeen geaccepteerde definitie voor het begrip Betaling voor ecosysteemdiensten (PES), als gevolg van de voortgaande discussie over wat er wel en niet onder valt. Zo denken sommigen niet alleen aan betaling voor tot nu toe gratis geleverde diensten, maar ook aan betaling als compensatie voor te missen opbrengsten, zoals het niet uitvoeren van mijnbouw, kaalkap of verandering van landgebruik, of aan betaling volgens het principe van 'de vervuiler betaalt'.
In algemene zin gaat het om betaling voor door een ecosysteem geleverde dienst of diensten, met als doel de capaciteit van dat systeem om deze diensten te leveren, in stand te houden.
Twee voorbeelden van gehanteerde definities zijn: 
- "PES is een vrijwillige transactie waarbij een duidelijk omschreven ecosysteemdienst (of een duurzame vorm van landgebruik die het voortbestaan van een bepaalde ecosysteemdienst verzekert) gekocht wordt door minstens één ecosysteemdienstkoper van minstens één ecosysteemdienstleverancier, op voorwaarde dat die leverancier ook de levering kan verzekeren."[6]
- "Een PES-programma is een transparant systeem voor een additioneel aanbod van ecosysteemdiensten, door voorwaardelijke betalingen aan vrijwillige aanbieders."[7]

## Theorie en praktijk
De theorie is dat er een markt kan worden ontwikkeld waarop leveranciers en afnemers van ecosysteemdiensten met elkaar zaken doen, en dat prijzen door het spel van vraag en aanbod tot stand komen. Een dergelijke markt bestaat echter nog niet.
De praktijk is dat de diverse elementen die een onderdeel vormen van het concept 'betaling voor ecosysteemdiensten', niet altijd makkelijk zijn te beschrijven of kwantificeren, hetgeen het opzetten van een goed functionerend en doeltreffend systeem tot een flinke uitdaging maakt. Om in een bepaalde situatie tot een werkend systeem te komen, wordt meestal een project opgezet met als doel de leveranciers en afnemers van de ecosysteemdiensten na onderhandelingen een overeenkomst te laten sluiten. Bij deze twee partijen kan het gaan om particulieren (individueel of in groepsverband), bedrijven, overheden, ngo's en andere instellingen of organisaties.
De belangrijkste elementen van zo'n projectovereenkomst in de praktijk betreffen het volgende:
- Welke diensten worden geleverd? En in welke eenheden wordt er gewerkt? In sommige gevallen is het mogelijk de diensten duidelijk te definiëren en begin- en eindmetingen te doen, zoals bij CO2-opslag of verbeterde watervoorziening. Bij het voorkomen van erosie en het beschermen van de biodiversiteit is zo'n bepaling een stuk moeilijker, zo niet onmogelijk. In alle gevallen betekent het dat er veel metingen moeten worden verricht en dat er een goede monitoring plaatsvindt.
- Wie is de leverancier? In de praktijk is de landeigenaar meestal de leverancier van de door het ecosysteem geleverde diensten. Bewoners en gebruikers die het functioneren van het ecosysteem grotendeels bepalen, spelen ook een rol, evenals overheden met hun wet- en regelgeving met betrekking tot de bestemming, de bescherming en het beheer. De inkomsten dienen op een rechtvaardige manier te worden verdeeld tussen de betrokken personen en instanties.
- Wie is de afnemer? Soms is het de gehele internationale of regionale samenleving (bijvoorbeeld als het gaat om klimaat of biodiversiteit), in andere gevallen zijn het grote groepen te identificeren mensen (bijvoorbeeld bij erosiebestrijding of drinkwatervoorziening), en soms is het een industrie, onderneming of ngo. Per afnemer dient te worden vastgesteld hoeveel hij gebruikmaakt van een bepaalde ecosysteemdienst en hoeveel profijt hij daarvan heeft.
- Hoe komt de prijs tot stand? De prijs per eenheid ecosysteemdienst zal meestal door onderhandeling tot stand komen, of door een overheid of andere instantie worden bepaald. Voorlopig is er voor ecosysteemdiensten nog geen markt waar concurrentie een rol speelt. Het is van belang dat een te ontwikkelen betalingssysteem transparant is, op basis van vrijwilligheid tot stand komt en dat aan bepaalde voorwaarden wordt voldaan.
- Wat zijn de voorwaarden? De voorwaarden worden in een overeenkomst tussen de betrokken partijen vastgelegd. Die overeenkomst moet zo eenduidig en transparant zijn dat er tijdens de uitvoering geen onduidelijkheden en misverstanden kunnen ontstaan. Belangrijk is dat het betalingssysteem duurzaam is, want het gaat om de lange termijn. Het gaat er op de eerste plaats om dat de voorwaarden ervoor zorgen dat de ecosysteemdiensten volgens de overeenkomst geleverd blijven worden.

## Voorbeelden
1. Honduras
De drinkwatervoorziening van de Hondurese stad Jesus de Otoro is afhankelijk van de rivier de Cumes. Koffieproducenten bovenstrooms loosden hun afval in de rivier, waardoor de voorziening van schoon drinkwater voor de bewoners benedenstrooms in gevaar kwam. Dit leidde in de negentiger jaren van de 20e eeuw tot ernstige conflicten. Ter oplossing van dit probleem is onder leiding van een nationale ngo in 2002 een lokale ngo opgericht (de Council for Administration of Water and Sewage Disposal). Deze raad heeft een betalingssysteem ontwikkeld dat inhield dat de dorpelingen benedenstrooms per huishouden USD 0,06 per maand betalen aan de raad die het geld doorgeleidt naar de koffieboeren bovenstrooms. Er werd op toegezien dat dit geld werd gebruikt volgens de overeengekomen richtlijnen voor het toepassen van duurzaam beheer zoals de aanleg van irrigatiekanalen, gebruik van organische mest, behoorlijk beheer van het afval, etc.
2. Nederland
Een voorbeeld uit Nederland is de landschapsveiling. De eerste werd in 2007 gehouden in de Ooijpolder bij Nijmegen. In dit agrarische gebied liggen veel kleine landschapselementen zoals heggen, sloten, poelen, solitaire bomen en boomgroepen. Zij zijn grotendeels in bezit van de boeren, maar dragen niet bij aan de agrarische productie. Door wortelconcurrentie en schaduwwerking beïnvloeden zij de productie soms zelfs negatief, met als gevolg dat deze elementen vaak niet goed worden onderhouden. De landschappelijke en ecologische kwaliteit van het gebied, die zozeer door de bewoners en bezoekers - ongeveer een miljoen fietsers en wandelaars per jaar - wordt gewaardeerd, is daardoor in het geding gekomen. De veiling schept de gelegenheid voor belangstellenden om voor een periode van 10 jaar een bepaald landschapselement geheel of gedeeltelijk te adopteren door aan de hand van een catalogus een bod uit te brengen. De betaalde bedragen komen ten goede aan de betreffende eigenaren die de verplichting op zich nemen 10 jaar lang het onderhoud van het element uit te voeren. De elementen wisselen dus niet van eigenaar. Na het verstrijken van de 10-jarige periode kan een nieuwe veiling in hetzelfde gebied worden gehouden.